# Gospodari rata
Gospodar rata (njem. Kriegherr, engl. Warlord) je izraz kojim se opisuje osoba koja je osvojila ili drži vlast nad određenim teritorijem, najčešće podnacionalnom jedinicom (provincija, regija i sl.) jedne države, i to isključivo na temelju raspolaganja oružane sile u obliku sebi vjernih vojnih ili paravojnih formacija, a nad kojima ne postoji nikakav nadzor središnje vlasti.
Fenomen gospodara rata se proteže gotovo kroz cijelu pisanu povijest i kroz gotovo sve kulture, ali se najčešće pojavljuje u velikim državama ili carstvima u kojima iz raznih razloga (strana invazija, prirodna katastrofa, građanski rat, dinastički sukobi i sl.) dolazi do slabljenja ili potpunog nestanka centralne vlasti. U takvim situacijama lokalni i regionalni vojni zapovjednici preuzimaju vojnu i civilnu vlast pod parolom "uvođenja reda i zakona" i "zaštite naroda", odnosno da bi ostvarili vlastite političke ambicije koje su im u normalnim okolnostima bile van domašaja. Povijest Kine pruža brojne primjere za ovaj fenomen, uključujući i 20. stoljeće i tzv. Razdoblje gospodara rata nakon sloma dinastije Qing i stvaranja Republike Kine. Osim Kine, taj se fenomen mogao zapaziti i u Japanu u doba razdoblja Sengoku u 16. stoljeću i u Rusiji u doba građanskog rata 1918-1922.
U današnje vrijeme se izraz gospodari rata najčešće rabi za tzv. propale države kao što je Somalija, gdje jedinu djelotvornu vlast imaju razne paravojne formacije na čelu s karizmatskim pojedincima. Jedan od primjera je i Afganistan, čijim velikim dijelovima upravljaju lokalni vojni zapovjednici i političari čija je krajnja odanost centralnoj vlasti u Kabulu prilično upitna; SAD i NATO ulažu velike napore u stvaranje djelotvorne afganistanske vojske i policije upravo kako da bi pokušali riješiti taj problem.
Gospodari rata su jedan od čestih motiva, odnosno negativaca u postapokaliptičnim djelima fikcije.